# Ordre de bataille du Heeresgruppe Nord
 (octobre 2024).
Ce qui suit est l'ordre de bataille du Heeresgruppe Nord :

## Ordre de bataille du Heeresgruppe Nord au27 juillet 1941devant Léningrad
Il est composé de 3 gruppe :
| Le gruppe Shimsk est composé de - 1 armee Korps - 11. Infanterie Division - 21. Infanterie Division - 126. Infanterie Division (quelques éléments) - 27 armee Korps - 121. Infanterie Division - 122. Infanterie Division - SS Totenkopf Division - 96. Infanterie Division (En réserve) | Le gruppe Louga est composé de - 1 armee Korps (mot.) - SS Polizei Division - 3. Infanterie Division (mot.) - 296. Infanterie Division | Le gruppe Nord est composé de - 41 armee Korps (mot.) - 1. Panzerdivision - 6. Panzerdivision - 8. Panzerdivision - 1. Infanterie Division - 36. Infanterie Division (mot.) - 38 armee Korps - 58. Infanterie Division |

## Ordre de bataille du Heeresgruppe Nord au9 septembre 1941devant Léningrad
Il est composé de 3 Armee Korps
| 28 Armee Korps - 96. Infanterie Division - 121. Infanterie Division - 122. Infanterie Division | 10 Armee Korps - 269. Infanterie Division - SS Polizei Division | 41 Armee Korps (mot) - 1. Panzerdivision - 6. Panzerdivision - 36. Infanterie Division (mot.) |